# Medasina biundularia
Medasina biundularia là một loài bướm đêm trong họ Geometridae.